# 少子化社会対策会議
少子化社会対策会議（しょうしかしゃかいたいさくかいぎ）は、少子化社会対策基本法による内閣府の特別の機関の一つである。

## 概要
2003年（平成15年）9月に施行された少子化社会対策基本法により少子化社会対策を総合的に推進するために、少子化社会対策会議は設置されたものであり、内閣総理大臣を会長とし、全閣僚が委員に任命されている。
具体的には、少子化社会対策大綱の案の作成、少子化社会対策について必要な関係行政機関相互の調整や少子化社会対策に関する重要事項の審議および少子化に対処するための施策の実施の推進が行われることになっている。